# Danh sách máy bay quân sự giữa hai cuộc chiến tranh thế giới
Máy bay quân sự giữa hai cuộc chiến tranh thế giới là các máy bay quân sự được phát triển và sử dụng trong khoảng thời gian giữa Chiến tranh thế giới I và Chiến tranh thế giới II.
Danh sách này liệt kê các loại máy bay được đưa vào biên chế của quân đội bất kỳ quốc gia nào trong khoảng thời gian sau Hiệp ước đình chiến ngày 11 tháng 11 năm 1918 và trước Cuộc xâm lược Ba Lan vào ngày 1 tháng 9 năm 1939.
Máy bay được liệt kê theo thứ tự bảng chữ cái và theo xuất xứ quốc gia. Máy bay dân sự hoán cải cho quân đội cũng được liệt kê, nhưng không liệt kê các máy bay dân sự.

## Danh sách
Danh sách này không đầy đủ, bạn cũng có thể giúp mở rộng danh sách.

### Argentina
- FMA AeC.2 máy bay huấn luyện và thám sát
- FMA AeMB.2 máy bay ném bom

### Australia
- Tugan Gannet máy bay vận tải

### Bỉ
- Renard R.31 máy bay trinh sát
- Stampe et Vertongen RSV.22 máy bay huấn luyện
- Stampe et Vertongen RSV.26 máy bay huấn luyện
- Stampe et Vertongen RSV.32 máy bay huấn luyện
- Stampe et Vertongen SV.5 Tornado máy bay huấn luyện

### Brazil
- Muniz M-7 máy bay huấn luyện
- Muniz M-9 máy bay huấn luyện

### Bulgaria
- DAR 1 máy bay huấn luyện

### Canada
- Canadian Vickers Vancouver thủy phi cơ tuần tra
- Canadian Vickers Varuna thủy phi cơ tuần tra
- Canadian Vickers Vedette thủy phi cơ tuần tra
- Curtiss-Reid Rambler máy bay huấn luyện
- Fleet Fawn máy bay huấn luyện
- Fleet Finch máy bay huấn luyện

### Tiệp Khắc
- Aero A.14 máy bay trinh sát
- Aero A.18 máy bay tiêm kích
- Aero A.32 máy bay hiệp đồng lục quân
- Aero A.100 máy bay ném bom trinh sát hạng nhẹ
- Aero A.101 máy bay ném bom trinh sát hạng nhẹ
- Avia B.122 máy bay huấn luyện
- Avia BH-3 máy bay tiêm kích
- Avia BH-21 máy bay tiêm kích
- Avia BH-33 máy bay tiêm kích
- Avia B-534 máy bay tiêm kích
- Letov Š-4 máy bay tiêm kích
- Letov Š-16 máy bay ném bom
- Letov Š-20 máy bay tiêm kích
- Letov Š-28 máy bay trinh sát
- Letov Š-31 máy bay tiêm kích
- Praga BH-41 máy bay huấn luyện
- Praga E-39 máy bay huấn luyện

### Đan Mạch
- Orlogsværftet H-Maskinen máy bay trinh sát
- Orlogsværftet O-Maskinen máy bay trinh sát/máy bay huấn luyện

### Estonia
- Post, Tooma & Org PTO-4 máy bay huấn luyện

### Phần Lan
- VL Sääski máy bay huấn luyện
- VL Tuisku máy bay huấn luyện

### Pháp
- Amiot 120 máy bay ném bom
- Amiot 143 máy bay ném bom
- ANF Les Mureaux 113 máy bay trinh sát
- Besson MB.411 thủy phi cơ thám sát phát hiện tàu ngầm
- Blériot 127 máy bay ném bom
- Blériot-SPAD S.51 máy bay tiêm kích
- Blériot-SPAD S.61 máy bay tiêm kích
- Blériot-SPAD S.81 máy bay tiêm kích
- Blériot-SPAD S.510 máy bay tiêm kích
- Bloch MB.81 máy bay cứu thương
- Bloch MB.120 máy bay vận tải
- Bloch MB.131 máy bay ném bom trinh sát
- Bloch MB.200 máy bay ném bom
- Bloch MB.210 máy bay ném bom
- Breguet 19 máy bay ném bom trinh sát hạng nhẹ
- Breguet 270 Series máy bay trinh sát
- Breguet 413 máy bay ném bom trinh sát hạng nhẹ
- Breguet 460 máy bay ném bom hạng nhẹ
- Breguet 470 máy bay vận tải
- CAMS 37 tàu bay trinh sát
- CAMS 55 tàu bay trinh sát
- Caudron C.59 máy bay huấn luyện
- Caudron C.60 máy bay huấn luyện
- Caudron C.270 máy bay huấn luyện
- Caudron C.440 máy bay vận tải
- Caudron Simoun tàu bay vận tải hạng nhẹ
- Caudron C.690 máy bay huấn luyện
- Dewoitine D.1 máy bay tiêm kích
- Dewoitine D.9 máy bay tiêm kích
- Dewoitine D.21 máy bay tiêm kích
- Dewoitine D.27 máy bay tiêm kích
- Dewoitine D.371 máy bay tiêm kích
- Dewoitine D.500 máy bay tiêm kích
- Farman F.60 Goliath máy bay vận tải/ném bom bay đêm
- Farman F.160 máy bay ném bom hạng nặng
- Farman F.220 máy bay ném bom hạng nặng/máy bay vận tải
- FBA 17 tàu bay huấn luyện
- FBA 19 tàu bay ném bom
- FBA 290 tàu bay chở V.I.P
- Gourdou-Leseurre GL.2 máy bay tiêm kích
- Gourdou-Leseurre GL.30 máy bay tiêm kích/máy bay đua
- Gourdou-Leseurre GL-812 HY thủy phi cơ trinh sát
- Hanriot HD.14 máy bay huấn luyện
- Hanriot HD.17 thủy phi cơ huấn luyện
- Hanriot HD.19 máy bay huấn luyện
- Hanriot HD.28 máy bay huấn luyện
- Hanriot HD.32 máy bay huấn luyện
- Hanriot H.43 máy bay huấn luyện
- Hanriot H.180 tàu bay vận tải/liên lạc hạng nhẹ
- Latécoère 290 thủy phi cơ ném bom ngư lôi
- Latécoère 300 tàu bay trinh sát biển
- Latham 43 tàu bay ném bom
- Latham 47 tàu bay xuyên Đại Tây Dương
- Levasseur PL.4 máy bay trinh sát trên tàu sân bay
- Levasseur PL.5 máy bay tiêm kích trên tàu sân bay
- Levasseur PL.7 máy bay ném bom ngư lôi
- Levasseur PL.14 máy bay ném bom ngư lôi
- Levasseur PL.15 máy bay ném bom ngư lôi
- Lioré et Olivier LeO 20 máy bay ném bom bay đêm
- Lioré et Olivier LeO 214 máy bay vận tải
- Lioré et Olivier LeO 25 máy bay ném bom
- Loire 46 máy bay tiêm kích
- Loire 70 tàu bay trinh sát biển
- Loire 130 tàu bay trinh sát
- Morane Saulnier MoS.35 máy bay huấn luyện
- Morane-Saulnier MoS.50 máy bay huấn luyện
- Morane-Saulnier MS.130 máy bay huấn luyện
- Morane-Saulnier MS.138 máy bay huấn luyện
- Morane-Saulnier MS.147 máy bay huấn luyện
- Morane-Saulnier MS.225 máy bay tiêm kích
- Morane-Saulnier MS.230 máy bay huấn luyện
- Morane-Saulnier MS.315 máy bay huấn luyện
- Morane-Saulnier MS.406 máy bay tiêm kích
- Nieuport 28 C.1 máy bay tiêm kích
- Nieuport-Delage NiD 29 máy bay tiêm kích
- Nieuport-Delage NiD 52 máy bay tiêm kích
- Nieuport-Delage NiD 62 máy bay tiêm kích
- Nieuport-Delage NiD-120 máy bay tiêm kích
- Potez 15 máy bay thám sát
- Potez 25 máy bay tiêm kích-bom
- Potez 29 máy bay vận tải
- Potez 39 máy bay trinh sát/thám sát
- Potez 452 tàu bay trinh sát trang bị cho tàu chiến
- Potez 540 máy bay ném bom
- Potez 56 máy bay vận tải
- Potez 630 máy bay tiêm kích hạng nặng
- SPAD S.XX máy bay tiêm kích
- SPCA 30 máy bay ném bom hạng nhẹ
- SPCA 40T máy bay vận tải
- SPCA 90 máy bay vận tải
- SPCA 80 máy bay vận tải

### Đức
- Ago Ao 192 máy bay vận tải
- Albatros Al 101
- Arado Ar 64 máy bay tiêm kích
- Arado Ar 65 máy bay tiêm kích
- Arado Ar 66 máy bay huấn luyện
- Arado Ar 68 máy bay tiêm kích
- Arado Ar 76 máy bay tiêm kích hạng nhẹ
- Arado Ar 95 thủy phi cơ trinh sát
- Arado Ar 96 máy bay huấn luyện
- Arado Ar 196 thủy phi cơ trinh sát
- Arado SC I máy bay huấn luyện
- Arado SC II máy bay huấn luyện
- Blohm & Voss Ha 135 máy bay huấn luyện
- Blohm & Voss Ha 137 máy bay cường kích
- Blohm & Voss Ha 140 thủy phi cơ ném bom ngư lôi
- Bücker Bü 131 máy bay huấn luyện
- Bücker Bü 133 máy bay huấn luyện
- DFS SG 38 Schulgleiter tàu lượn huấn luyện
- Dornier Do J thủy phi cơ
- Dornier Do Y máy bay ném bom
- Dornier Do 11 máy bay ném bom
- Dornier Do 17 máy bay ném bom
- Dornier Do 18 tàu bay ném bom tuần tra
- Dornier Do 19 máy bay ném bom hạng nặng
- Dornier Do 22 máy bay ném bom ngư lôi trinh sát
- Dornier Do 23 máy bay ném bom
- Dornier Do 24 tàu bay ném bom tuần tra
- Dornier Do 26 tàu bay ném bom tuần tra
- Fieseler Fi 156 thám sát
- Fieseler Fi 167 máy bay ném bom ngư lôi
- Flettner Fl 265 trực thăng thử nghiệm
- Focke-Wulf Fw 44 máy bay huấn luyện
- Focke-Wulf Fw 56 máy bay huấn luyện nâng cao
- Focke-Wulf Fw 58 máy bay huấn luyện
- Focke-Wulf Fw 61 trực thăng thử nghiệm
- Focke-Wulf Fw 187 máy bay tiêm kích hạng nặng
- Focke-Wulf Fw 200 máy bay vận tải/ném bom
- Gotha Go 145 máy bay huấn luyện
- Heinkel A7He
- Heinkel He-2
- Heinkel HE 8
- Heinkel HD 17
- Heinkel HD 24
- Heinkel HD 25 thủy phi cơ trinh sát
- Heinkel HD 36
- Heinkel HD 37
- Heinkel HD 38
- Heinkel HD 55
- Heinkel He 42
- Heinkel He 45
- Heinkel He 46 máy bay hiệp đồng lục quân/trinh sát
- Heinkel He 50 máy bay ném bom bổ nhào
- Heinkel He 51 máy bay tiêm kích
- Heinkel He 59 thủy phi cơ ném bom ngư lôi/trinh sát
- Heinkel He 60 thủy phi cơ trinh sát trang bị cho tàu chiến
- Heinkel He 70 máy bay vận tải/ném bom
- Heinkel He 72 máy bay huấn luyện
- Heinkel He 111 máy bay ném bom/vận tải
- Heinkel He 112 máy bay tiêm kích
- Heinkel He 114 thủy phi cơ trinh sát
- Heinkel He 116 máy bay vận tải tầm xa
- Heinkel He 118 máy bay ném bom bổ nhào
- Henschel Hs 123 máy bay ném bom bổ nhào
- Henschel Hs 126 thám sát
- Junkers A 35
- Junkers F.13 máy bay vận tải/huấn luyện
- Junkers Ju 52 máy bay vận tải
- Junkers Ju 86 máy bay ném bom/vận tải
- Junkers Ju 87 máy bay ném bom bổ nhào
- Junkers K 47 máy bay huấn luyện/ném bom bổ nhào
- Junkers T.21 máy bay trinh sát
- Junkers W.34 máy bay vận tải
- Klemm Kl 25 máy bay huấn luyện
- Klemm Kl 35 máy bay huấn luyện
- Messerschmitt Bf 108 máy bay huấn luyện
- Messerschmitt Bf 109 máy bay tiêm kích
- Messerschmitt Bf 110 máy bay tiêm kích hạng nặng
- Messerschmitt Bf 161 máy bay trinh sát
- Rohrbach Roland máy bay vận tải/huấn luyện
- Siebel Fh 104 máy bay vận tải
- Udet U 12 máy bay huấn luyện

### Hungary
- Weiss WM-10 Ölyv máy bay huấn luyện

### Ý
- Ansaldo A.120 máy bay trinh sát
- Breda A.4 máy bay huấn luyện
- Breda A.7 máy bay trinh sát
- Breda A.9 máy bay huấn luyện
- Breda Ba.25 máy bay huấn luyện
- Breda Ba.27 máy bay tiêm kích
- Breda Ba.64 máy bay ném bom hạng nhẹ/cường kích
- Breda Ba.65 máy bay ném bom hạng nhẹ/cường kích
- Breda Ba.88 máy bay ném bom hạng nhẹ/cường kích
- CANT 25 tàu bay tiêm kích
- CANT Z.501 tàu bay trinh sát
- CANT Z.506 thủy phi cơ vận tải
- CANT Z.1007 máy bay ném bom
- Caproni Ca.73 máy bay vận tải/ném bom
- Caproni Ca.100 máy bay huấn luyện
- Caproni Ca.101 máy bay vận tải/ném bom
- Caproni Ca.111 máy bay ném bom trinh sát
- Caproni Ca.113 máy bay huấn luyện
- Caproni Ca.114 máy bay tiêm kích
- Caproni Ca.133 máy bay vận tải/ném bom
- Caproni Ca.135 máy bay ném bom tầm trung
- Caproni Ca.164 máy bay huấn luyện
- Caproni A.P.1 máy bay ném bom hạng nhẹ/cường kích
- Caproni Ca.310 máy bay ném bom trinh sát
- Fiat R.2 máy bay trinh sát
- Fiat B.R. máy bay ném bom
- Fiat BR.20 máy bay ném bom
- Fiat CR.1 máy bay tiêm kích
- Fiat CR.20 máy bay tiêm kích
- Fiat CR.30 máy bay tiêm kích
- Fiat CR.32 máy bay tiêm kích
- Fiat CR.42 máy bay tiêm kích
- Fiat RS.14 thủy phi cơ trinh sát hàng hải
- IMAM Ro.30 thám sát
- IMAM Ro.37 máy bay trinh sát
- IMAM Ro.41 máy bay tiêm kích
- IMAM Ro.43 thủy phi cơ trinh sát
- IMAM Ro.44 thủy phi cơ tiêm kích
- Macchi M.14 máy bay tiêm kích
- Macchi M.15 máy bay ném bom trinh sát/huấn luyện
- Macchi M.18 tàu bay ném bom
- Macchi M.24 tàu bay ném bom
- Macchi M.41 bis
- Macchi M.71 tàu bay tiêm kích
- Nardi FN.305 máy bay huấn luyện/liên lạc
- Nardi FN.315 máy bay huấn luyện
- Piaggio P.6 thủy phi cơ trinh sát
- Piaggio P.10 thủy phi cơ trinh sát
- Piaggio P.32 máy bay ném bom
- Savoia-Marchetti S.55 máy bay phá kỷ lục/ném bom/tàu bay vận tải
- Savoia-Marchetti S.57 tàu bay trinh sát
- Savoia-Marchetti S.59 tàu bay ném bom trinh sát
- Savoia-Marchetti SM.62 tàu bay trinh sát biển
- Savoia-Marchetti S.72 máy bay ném bom/vận tải
- Savoia-Marchetti SM.78 tàu bay ném bom trinh sát
- Savoia-Marchetti SM.79 máy bay ném bom
- Savoia-Marchetti SM.81 máy bay ném bom/vận tải
- SIAI S.16 tàu bay ném bom trinh sát
- SIAI S.67 tàu bay tiêm kích

### Nhật Bản
- Aichi D1A máy bay ném bom bổ nhào trên tàu sân bay
- Aichi E3A thủy phi cơ trinh sát
- Aichi E10A thủy phi cơ trinh sát
- Hiro H1H tàu bay ném bom trinh sát hàng hải
- Hiro H2H tàu bay ném bom trinh sát hàng hải
- Hiro H4H tàu bay ném bom trinh sát hàng hải
- Hiro G2H máy bay ném bom trinh sát tầm xa
- Kawanishi E7K thủy phi cơ trinh sát
- Kawanishi H3K tàu bay ném bom trinh sát hàng hải
- Kawasaki Army Type 88 máy bay trinh sát
- Kawasaki Army Type 92 máy bay tiêm kích
- Kawasaki Ka 87 máy bay ném bom bay đêm
- Kawasaki Ki-3 máy bay ném bom hạng nhẹ
- Kawasaki Ki-10 máy bay tiêm kích
- Kawasaki Ki-32 máy bay ném bom hạng nhẹ
- Mitsubishi 1MF máy bay tiêm kích trên tàu sân bay
- Mitsubishi 1MT máy bay ném bom ngư lôi
- Mitsubishi 2MB1 máy bay ném bom hạng nhẹ
- Mitsubishi A5M máy bay tiêm kích
- Mitsubishi B1M máy bay ném bom trên tàu sân bay
- Mitsubishi B5M máy bay ném bom trên tàu sân bay
- Mitsubishi F1M thủy phi cơ trinh sát
- Mitsubishi G3M máy bay ném bom hạng nặng
- Mitsubishi K3M máy bay huấn luyện
- Mitsubishi Ki-1 máy bay ném bom hạng nặng
- Mitsubishi Ki-2 máy bay ném bom hạng nặng
- Mitsubishi Ki-15 máy bay ném bom trinh sát hạng nhẹ
- Mitsubishi Ki-20 máy bay ném bom hạng nặng
- Mitsubishi Ki-21 máy bay ném bom hạng nặng
- Mitsubishi Ki-30 máy bay ném bom hạng nhẹ
- Nakajima A1N máy bay tiêm kích trên tàu sân bay
- Nakajima A2N máy bay tiêm kích trên tàu sân bay
- Nakajima E2N thủy phi cơ trinh sát
- Nakajima E4N thủy phi cơ trinh sát
- Nakajima E8N thủy phi cơ trinh sát
- Nakajima Army Type 91 máy bay tiêm kích
- Nakajima Ki-4 máy bay trinh sát
- Nakajima Ki-6 máy bay vận tải
- Nakajima Ki-27 máy bay tiêm kích
- Nakajima Ki-34 máy bay tiêm kích
- Tachikawa Ki-9 máy bay huấn luyện
- Tachikawa Ki-17 máy bay huấn luyện
- Tachikawa Ki-36 hiệp đồng lục quân
- Yokosuka B3Y máy bay ném bom ngư lôi trên tàu sân bay
- Yokosuka B4Y máy bay ném bom trên tàu sân bay
- Yokosuka E1Y thủy phi cơ trinh sát
- Yokosuka E5Y thủy phi cơ trinh sát
- Yokosuka H5Y tàu bay ném bom trinh sát hàng hải
- Yokosuka K4Y thủy phi cơ huấn luyện
- Yokosuka K5Y máy bay huấn luyện
- Yokosuka Ro-go Ko-gata thủy phi cơ trinh sát

### Latvia
- VEF I-12 máy bay huấn luyện

### Litva
- ANBO III máy bay huấn luyện
- ANBO IV máy bay trinh sát
- ANBO V máy bay huấn luyện

### Hà Lan
- Fokker C.I máy bay trinh sát
- Fokker C.IV máy bay trinh sát
- Fokker C.V máy bay ném bom trinh sát hạng nhẹ
- Fokker C.VIIW thủy phi cơ trinh sát
- Fokker C.Xmáy bay ném bom hạng nhẹ
- Fokker C.XIW
- Fokker D.X máy bay tiêm kích
- Fokker D.XI máy bay tiêm kích
- Fokker D.XIII máy bay tiêm kích
- Fokker D.XVI máy bay tiêm kích
- Fokker D.XVII máy bay tiêm kích
- Fokker D.XXI máy bay tiêm kích
- Fokker F.VII máy bay vận tải
- Fokker F.IX máy bay ném bom
- Fokker S.II máy bay huấn luyện
- Fokker S.III máy bay huấn luyện
- Fokker S.IV máy bay huấn luyện
- Fokker S.IX máy bay huấn luyện
- Fokker T.IV máy bay ném bom ngư lôi
- Fokker T.V máy bay ném bom ngư lôi
- Koolhoven F.K.51 máy bay huấn luyện
- Koolhoven F.K.56 máy bay huấn luyện
- NVI F.K.31 máy bay tiêm kích

### Na Uy
- Marinens Flyvebaatfabrikk M.F.4 thủy phi cơ huấn luyện
- Marinens Flyvebaatfabrikk M.F.5 thủy phi cơ trinh sát hàng hải
- Marinens Flyvebaatfabrikk M.F.6 thủy phi cơ huấn luyện
- Marinens Flyvebaatfabrikk M.F.7 thủy phi cơ huấn luyện
- Marinens Flyvebaatfabrikk M.F.8 thủy phi cơ huấn luyện
- Marinens Flyvebaatfabrikk M.F.9 thủy phi cơ tiêm kích
- Marinens Flyvebaatfabrikk M.F.11 thủy phi cơ trinh sát hàng hải

### Ba Lan
- Lublin R-VIII máy bay ném bom trinh sát
- Lublin R-XIII hiệp đồng lục quân
- PWS-5 máy bay liên lạc
- PWS-10 máy bay tiêm kích
- PWS-14 máy bay huấn luyện
- PWS-16 máy bay huấn luyện
- PWS-26 máy bay huấn luyện nâng cao
- PZL P.7 máy bay tiêm kích
- PZL P.11 máy bay tiêm kích
- RWD-14 Czapla hiệp đồng lục quân

### România
- IAR 14 máy bay tiêm kích/huấn luyện
- IAR 37 máy bay ném bom trinh sát hạng nhẹ
- SET 3 máy bay huấn luyện
- SET 7 máy bay huấn luyện/máy bay trinh sát

### Siam
- Boripatra máy bay ném bom

### Tây Ban Nha
- González Gil-Pazó GP-1 máy bay huấn luyện
- Hispano E-30 máy bay huấn luyện trung cấp
- Hispano HS-34 máy bay huấn luyện cơ bản

### Liên Xô
- Beriev Be-2 thủy phi cơ trinh sát
- Beriev MBR-2 tàu bay trinh sát
- Bolkhovitinov DB-A máy bay ném bom
- Grigorovich I-2 máy bay tiêm kích
- Grigorovich I-Z máy bay tiêm kích
- Kharkov KhAI-5/Neman R-10 máy bay ném bom trinh sát hạng nhẹ
- Polikarpov I-3 máy bay tiêm kích
- Polikarpov I-5 máy bay tiêm kích
- Polikarpov I-15 máy bay tiêm kích
- Polikarpov I-153 máy bay tiêm kích
- Polikarpov I-16 máy bay tiêm kích
- Polikarpov P-2 máy bay huấn luyện
- Polikarpov Po-2 máy bay huấn luyện
- Polikarpov R-5 máy bay ném bom trinh sát hạng nhẹ
- Polikarpov R-Z máy bay ném bom trinh sát hạng nhẹ
- Shavrov Sh-2 máy bay lượng dụng cỡ nhỏ
- Tupolev ANT-3 máy bay trinh sát
- Tupolev ANT-7 máy bay ném bom/trinh sát/vận tải
- Tupolev ANT-20 máy bay vận tải 8 động cơ
- Tupolev I-4 máy bay tiêm kích
- Tupolev TB-1 máy bay ném bom
- Tupolev TB-3 máy bay ném bom
- Yakovlev UT-1 máy bay huấn luyện
- Yakovlev UT-2 máy bay huấn luyện

### Vương quốc Anh
- Airspeed Oxford máy bay huấn luyện
- Armstrong Whitworth A.W.16 máy bay tiêm kích
- Armstrong Whitworth Atlas máy bay hiệp đồng lục quân
- Armstrong Whitworth Scimitar máy bay tiêm kích
- Armstrong Whitworth Siskin máy bay tiêm kích
- Armstrong Whitworth Whitley máy bay ném bom
- Avro 504N máy bay huấn luyện
- Avro 549 Aldershot máy bay ném bom
- Avro Anson máy bay ném bom/huấn luyện
- Avro Bison máy bay trinh sát
- Avro 621 Tutor máy bay huấn luyện
- Avro 626 Prefect máy bay huấn luyện
- Boulton Paul Sidestrand máy bay ném bom
- Boulton Paul Overstrand máy bay ném bom
- Bristol Blenheim máy bay ném bom
- Bristol Bombay máy bay ném bom/vận tải
- Bristol Bulldog máy bay tiêm kích
- Bristol F.2B Mk.IV Fighter máy bay tiêm kích
- Fairey III.F máy bay trinh sát
- Fairey Battle máy bay ném bom
- Fairey Fawn máy bay ném bom
- Fairey Firefly II máy bay tiêm kích
- Fairey Flycatcher máy bay tiêm kích
- Fairey Fox máy bay tiêm kích
- Fairey Gordon máy bay ném bom hạng nhẹ
- Fairey Hendon máy bay ném bom
- Fairey Seafox thủy phi cơ trinh sát
- Fairey Seal máy bay trinh sát
- Fairey Swordfish máy bay ném bom ngư lôi
- Gloster Gamecock máy bay tiêm kích
- Gloster Gauntlet máy bay tiêm kích
- Gloster Gladiator máy bay tiêm kích
- Gloster Grebe máy bay tiêm kích
- Gloster Nightjar máy bay tiêm kích
- Gloster Sparrowhawk máy bay tiêm kích
- Handley Page Hampden máy bay ném bom
- Handley Page Harrow máy bay ném bom/vận tải
- Handley Page Heyford máy bay ném bom
- Handley Page Hyderabad máy bay ném bom
- Handley Page Hinaidi máy bay ném bom
- Hawker Demon máy bay tiêm kích
- Hawker Fury máy bay tiêm kích
- Hawker Hart máy bay ném bom hạng nhẹ
- Hawker Hind máy bay ném bom hạng nhẹ
- Hawker Horsley máy bay ném bom
- Hawker Hurricane máy bay tiêm kích
- Hawker Nimrod máy bay tiêm kích
- Hawker Woodcock máy bay tiêm kích
- Saro London thủy phi cơ trinh sát hàng hải
- Short Rangoon thủy phi cơ trinh sát hàng hải
- Short Singapore thủy phi cơ trinh sát hàng hải
- Short Sunderland thủy phi cơ trinh sát hàng hải
- Supermarine S.4 thủy phi cơ đua
- Supermarine S.5 thủy phi cơ đua
- Supermarine S.6 thủy phi cơ đua
- Supermarine S.6B thủy phi cơ đua
- Supermarine Scapa thủy phi cơ trinh sát hàng hải
- Supermarine Seagull
- Supermarine Southampton thủy phi cơ trinh sát hàng hải
- Supermarine Spitfire máy bay tiêm kích
- Supermarine Stranraer thủy phi cơ trinh sát hàng hải
- Supermarine Walrus máy bay trinh sát lưỡng cư
- Vickers Valentia máy bay vận tải
- Vickers Valparaiso máy bay ném bom hạng nhẹ
- Vickers Vernon máy bay vận tải
- Vickers Victoria máy bay vận tải
- Vickers Viking máy bay lưỡng cư thông dụng
- Vickers Vildebeest/Vincent máy bay ném bom ngư lôi và hiệp đồng lục quân
- Vickers Vimy máy bay ném bom hạng nặng
- Vickers Virginia máy bay ném bom hạng nặng
- Vickers Vixen máy bay tiêm kích/ném bom
- Vickers Wellesley máy bay ném bom
- Vickers Wellington máy bay ném bom
- Westland Lysander máy bay hiệp đồng lục quân
- Westland Wallace máy bay hiệp đồng lục quân
- Westland Walrus máy bay trinh sát
- Westland Wapiti máy bay hiệp đồng lục quân

### Hoa Kỳ
- Beechcraft Model 18 máy bay vận tải & máy bay huấn luyện
- Berliner-Joyce F2J máy bay tiêm kích
- Berliner-Joyce OJ thám sát
- Berliner-Joyce P-16 máy bay tiêm kích
- Boeing B-17 Flying Fortress máy bay ném bom hạng nặng
- Boeing FB/PW-9 máy bay tiêm kích
- Boeing F2B máy bay tiêm kích
- Boeing F3B máy bay tiêm kích
- Boeing F4B máy bay tiêm kích
- Boeing NB máy bay huấn luyện
- Boeing P-12 máy bay tiêm kích
- Boeing P-26 Peashooter máy bay tiêm kích
- Consolidated P-30 máy bay tiêm kích
- Consolidated P2Y tàu bay tuần tra hàng hải
- Consolidated PBY Catalina tàu bay tuần tra hàng hải
- Consolidated PT-1 máy bay huấn luyện
- Consolidated PT-11 máy bay huấn luyện
- Curtiss A-8 máy bay ném bom hạng nhẹ
- Curtiss A-12 Shrike máy bay ném bom hạng nhẹ
- Curtiss BF2C Goshawk máy bay tiêm kích-bom
- Curtiss F5L tàu bay tuần tra
- Curtiss F6C Hawk máy bay tiêm kích
- Curtiss F7C Seahawk máy bay tiêm kích
- Curtiss F9C Sparrowhawk máy bay tiêm kích
- Curtiss F11C Goshawk máy bay tiêm kích
- Curtiss Falcon máy bay cường kích/ném bom/thám sát
- Curtiss Fledgling máy bay huấn luyện
- Curtiss P-1 Hawk máy bay tiêm kích
- Curtiss P-6 Hawk máy bay tiêm kích
- Curtiss P-36 Hawk máy bay tiêm kích
- Curtiss SOC Seagull thám sát
- De Havilland USD-4M máy bay ném bom
- Douglas B-18 Bolo máy bay ném bom hạng nặng
- Douglas C-1 máy bay vận tải
- Douglas DC-2 máy bay vận tải
- Douglas Dolphin máy bay lưỡng cư vận tải/thông dụng
- Douglas DT máy bay ném bom ngư lôi
- Douglas O-2 thám sát
- Douglas O-35 máy bay ném bom/thám sát
- Douglas O-38 thám sát
- Douglas O-43 thám sát
- Douglas O-46 thám sát
- Douglas T2D máy bay ném bom ngư lôi
- Douglas TBD Devastator máy bay ném bom ngư lôi
- Fokker PW-5 máy bay tiêm kích/huấn luyện
- Ford Trimotor máy bay vận tải
- General Aviation PJ tàu bay cứu hộ không-biển
- Great Lakes BG máy bay ném bom
- Grumman FF máy bay tiêm kích
- Grumman F2F máy bay tiêm kích
- Grumman F3F máy bay tiêm kích
- Grumman Goose tàu bay thông dụng
- Grumman JF Duck máy bay lưỡng cư thông dụng
- Grumman J2F Duck máy bay lưỡng cư thông dụng
- Hall PH tàu bay tuần tra
- Huff-Daland TW-5 máy bay huấn luyện
- Huff-Daland LB-1 máy bay ném bom hạng nhẹ
- Keystone B-3 máy bay ném bom
- Keystone B-4 máy bay ném bom
- Keystone B-5 máy bay ném bom
- Keystone B-6 máy bay ném bom
- Keystone LB-5 máy bay ném bom hạng nhẹ
- Keystone LB-6/LB-7 máy bay ném bom hạng nhẹ
- Lockheed Model 9 Orion máy bay vận tải
- Lockheed Model 10 Electra máy bay vận tải
- Lockheed Model 12 Electra Junior máy bay vận tải/ném bom
- Lockheed Model 14 Super Electra máy bay vận tải
- Martin B-10 máy bay ném bom
- Martin BM máy bay ném bom
- Martin NBS-1 máy bay ném bom bay đêm
- Martin T3M máy bay ném bom ngư lôi
- Martin T4M máy bay ném bom ngư lôi
- Martin MO thám sát
- Naval Aircraft Factory N3N Canary máy bay huấn luyện
- Naval Aircraft Factory PN thủy phi cơ tuần tra
- Naval Aircraft Factory TS máy bay tiêm kích
- North American BT-9 máy bay huấn luyện
- North American NA-16 máy bay huấn luyện
- North American O-47 thám sát
- Northrop Alpha máy bay vận tải
- Northrop BT máy bay ném bom bổ nhào
- Northrop Delta máy bay vận tải/tuần tra
- Northrop Gamma máy bay vận tải
- Orenco D máy bay tiêm kích
- Packard-Le Peré LUSAC-11 thám sát
- Seversky P-35 máy bay tiêm kích
- Sikorsky S-43 máy bay lưỡng cư vận tải
- Stearman 75 máy bay huấn luyện
- Stearman 76 máy bay huấn luyện vũ trang
- Thomas-Morse MB-3 máy bay tiêm kích
- Thomas-Morse O-19 thám sát
- Verville-Sperry M-1 Messenger thông tin
- Verville Racer Aircraft máy bay đua
- Vought FU máy bay tiêm kích
- Vought O2U Corsair thám sát
- Vought SBU Corsair máy bay ném bom
- Vought SB2U Vindicator máy bay ném bom
- Vought VE-7 máy bay huấn luyện
- Vultee V-1 máy bay vận tải/ném bom
- Waco Custom Cabin Series tàu bay vận tải hạng nhẹ
- Waco Standard Cabin series tàu bay vận tải hạng nhẹ
- Waco D series máy bay ném bom/thám sát
- Waco F series máy bay huấn luyện

### Nam Tư
- Ikarus ŠM tàu bay huấn luyện
- Ikarus IK 2 máy bay tiêm kích
- Ikarus IO tàu bay trinh sát